# Alfred von Schlieffen
Alfred Graf von Schlieffen, numit și Contele Schlieffen (n. 28 februarie 1833 – d. 4 ianuarie 1913) a fost un mareșal german, șef de stat major al Imperiului German între anii 1891-1906. De numele lui se leagă Planul Schlieffen din 1905 care avea ca scop învingerea Franței și a Imperiului Rus.